# 草 (松本清張)
「草」（くさ）は、松本清張の小説。『週刊朝日』1960年4月10日号から6月19日号まで、『黒い画集』第9話として連載され、1960年7月に単行本『黒い画集3』収録の一編として、光文社より刊行された。
1961年・2015年にテレビドラマ化されている。

## あらすじ
私、沼田一郎は、東京都内の朝島病院に入院している。院長の朝島憲一郎は、婦長の雨宮順子と共に毎日病室を回診していた。私には付添婦の河原タミが付き、隣の病室には金子京太という男が居た。
ある日の朝、突然朝島院長の回診がなくなり、同時に雨宮婦長も姿を見せなくなった。2人が駆け落ちしたのではないかと囁かれる中、薬剤師の堀村が首吊り死体で発見された。続いて、事務長の笠井光雄が屋上から飛び降り自殺する。
病院の薬室に泥棒まで入り、病院全体の雰囲気が暗くなる中、沼田の周辺はひそかに動きを見せ始める。

## 作品批評
- 阿刀田高は「ラストで驚いた。こういった形式はフェアなのか」と松本清張セレクションの解説で述べている[1]。
- 細谷正充はこの作品から、舞台劇風の作品にしようという作者の意図がうかがえるとしている[2]。
- 海堂尊は題名が地味すぎるのが唯一の不満であるとしている[3]。

## テレビドラマ

### 1961年版
1961年3月27日・4月3日・4月10日20時30分 - 21時に、TBS系の『ナショナル ゴールデン・アワー』枠『松本清張シリーズ・黒い断層』の1作として3回にわたり放送された。
キャスト
- 有島一郎
- 桑山正一
- 沼田曜一
- 万代峰子
- 伊藤孝雄
- 春日俊二
- 沼田旺一
- 広岡三栄子
- 津村悠子

スタッフ
- 脚本：寺田信義
- プロデューサー：逸見稔
- 演出：宮武昭夫
- 音楽：富田勲
- 制作：東京テレビ

| TBS系列 ナショナルゴールデンアワー （松本清張シリーズ・黒い断層） | TBS系列 ナショナルゴールデンアワー （松本清張シリーズ・黒い断層） | TBS系列 ナショナルゴールデンアワー （松本清張シリーズ・黒い断層） |
| 前番組                                                            | 番組名                                                            | 次番組                                                            |
| ----------------------------------------------------------------- | ----------------------------------------------------------------- | ----------------------------------------------------------------- |
| 声 （1961年3月13日 - 3月20日）                                    | 草 （1961年3月27日 - 4月10日）                                    | 支払い過ぎた縁談 （1961年4月17日）                                |

### 2015年版
『松本清張 黒い画集-草-』のタイトルで、2015年3月25日21時 - 23時8分にテレビ東京系にて、テレビ東京開局50周年特別企画として放送された。主演は1998年に日本テレビ系で放送された『熱い絹』以来17年ぶりに清張作品に参加することになる村上弘明。撮影は、新築建物に移転した後の、仙台市立病院旧建物で行われた。
キャスト
- 沼田一郎：村上弘明 （スコッチ出版社編集長）
- 沼田亜衣：剛力彩芽 （沼田の娘）
- 金子 京太：岡田義徳 （入院患者）
- 朝島 陽子：横山めぐみ （朝島総合病院理事長、憲一郎の妻）
- 雨宮 順子：遠山景織子 （看護師長）
- 杉崎 保：金子昇 （内科医師）
- 田原 芳樹：浅利陽介 （入院患者）
- 朝島 憲一郎：羽場裕一 （朝島総合病院院長、陽子の夫）
- 堀村 泰晴：大門裕明 （薬剤管理室長）
- 河原 民子：かたせ梨乃 （ヘルパー）
- 滝沢 歩美：原田夏希 （副看護師長）
- 井原 綾子：井上晴美 （入院患者）
- 堀村 みどり：藤本恵理子 （堀村の妻）
- 樫田 幸則：春田純一 （警視庁捜査一課の刑事）
- 磯辺 忠行：芦田昌太郎 （桐嶋刑事の部下）
- 村木 隆俊：宍戸開 （刑事課長で桐嶋の上司）
- 黒井 章吉：辻本祐樹 （スコッチ出版・沼田の部下）
- 勝俣 公治：六平直政 （入院患者）
- 笠井 光雄：笹野高史 （事務長）
- 桐嶋 英司：陣内孝則 （城西警察署の刑事）

スタッフ
- 脚本：深沢正樹
- 監督：倉貫健二郎
- エンディングテーマ曲：今市隆二（三代目J Soul Brothers from EXILE TRIBE）「All LOVE」（rhythm zone）
- 医療監修：片山雅彦（大森山王病院）
- 技斗：大道寺俊典
- ガンエフェクト：早川光
- ロケ協力：せんだい・宮城フィルムコミッション、仙台市立病院、ほか
- 技術協力：東通
- 美術協力：BEENS
- プロデューサー：中川順平、森田光則、秋元浩之
- 製作：テレビ東京、オスカープロモーション